# Aetideus armatus
Aetideus armatus är en kräftdjursart som först beskrevs av Boeck 1872.  Aetideus armatus ingår i släktet Aetideus och familjen Aetideidae. Arten är reproducerande i Sverige. Inga underarter finns listade i Catalogue of Life.